# Fairey Seafox
Die Fairey Seafox war ein katapultfähiges Wasserflugzeug des britischen Herstellers Fairey Aviation Company, das im Zweiten Weltkrieg von der Royal Navy eingesetzt wurde.
Im Einsatz seit April 1937, diente der Doppeldecker mit zwei Schwimmern als Aufklärungs- und Beobachtungsflugzeug auf verschiedenen Kreuzern der Navy. Ihren bemerkenswertesten Einsatz hatte die Seafox im Dezember 1939, als eine auf dem Kreuzer Ajax stationierte Maschine bei dem Gefecht vor dem Río de la Plata über längere Zeit die Aktionen der Admiral Graf Spee beobachten konnte.
Insgesamt wurden nur 64 Flugzeuge gebaut.

## Technische Daten
| Kenngröße             | Daten                                                 |
| --------------------- | ----------------------------------------------------- |
| Besatzung             | 2                                                     |
| Länge                 | 10,20 m                                               |
| Spannweite            | 12,19 m                                               |
| Höhe                  | 3,68 m                                                |
| Flügelfläche          | 40,32 m²                                              |
| Leermasse             | 1726 kg                                               |
| max. Startmasse       | 2559 kg                                               |
| Antrieb               | ein Sechzehnzylindermotor Napier Rapier VI H (395 PS) |
| Höchstgeschwindigkeit | 198 km/h in 1780 m Höhe                               |
| Marschgeschwindigkeit | 171 km/h                                              |
| Dienstgipfelhöhe      | 2957 m                                                |
| Reichweite            | 708 km                                                |
| Bewaffnung            | ein 7,7-mm-MG                                         |